# Muborak
Muborak (en ouzbek : Muborak) est une ville de la province de Kachkadaria en Ouzbékistan. La ville est le centre administratif du district de Muborak. Sa population est de 30 100 habitants (2016). Muborak est né à l’origine d’une raffinerie de pétrole. Elle a reçu le statut de ville en 1974. Muborak est actuellement une importante ville pétrolière et gazière de l’Ouzbékistan indépendant. Il abrite l'usine de traitement du gaz de Muborak, l'une des plus grandes de ce type dans le pays. La ville est également connue pour son équipe de football Mashʼal.

## Histoire
Selon une légende locale, Muborak tire son nom du nom du village de Xo'jamuborak qui avait été créé en l'honneur de l'érudit islamique Abdullah bin al-Mubarak al-Marwazi. Le mot Muborak signifie « gracieux » en ouzbek.
Muborak est né à l’origine d’une raffinerie de pétrole. Elle a obtenu le statut de ville en 1974.

## Démographie
La ville de Muborak est principalement peuplée de Uzbeks. La ville compte environ 31 455 habitants.

## Géographie
Par la route Muborak est 520 km au sud-ouest de Tachkent.

## Climat
Muborak a un climat frais et aride ( classification climatique de Köppen BWk ). La ville a des hivers froids, mais des étés très chauds et secs. La température moyenne en janvier est de +5,5°С et de +30°С en juillet.
| Mois                              | jan. | fév. | mars | avril | mai  | juin | jui. | août | sep. | oct. | nov. | déc. | année |
| --------------------------------- | ---- | ---- | ---- | ----- | ---- | ---- | ---- | ---- | ---- | ---- | ---- | ---- | ----- |
| Température minimale moyenne (°C) | −2   | 1    | 5    | 11    | 15   | 19   | 21   | 18   | 12   | 7    | 3    | 0    | 9     |
| Température maximale moyenne (°C) | 9    | 12   | 18   | 26    | 32   | 37   | 38   | 37   | 32   | 25   | 17   | 10   | 24    |
| Précipitations (mm)               | 18,2 | 17,1 | 26,1 | 18,1  | 18,3 | 3,8  | 23,2 | 0,6  | 1,2  | 2,4  | 27,5 | 27,3 | 183,8 |

| Diagramme climatique                                  |         |         |          |          |         |          |         |         |        |         |         |
| J                                                     | F       | M       | A        | M        | J       | J        | A       | S       | O      | N       | D       |
| 9−218,2                                               | 12117,1 | 18526,1 | 261118,1 | 321518,3 | 37193,8 | 382123,2 | 37180,6 | 32121,2 | 2572,4 | 17327,5 | 10027,3 |
| Moyennes : • Temp. maxi et mini °C • Précipitation mm |         |         |          |          |         |          |         |         |        |         |         |

## Éducation
Muborak abrite trois collèges et une école professionnelle. Il existe également plusieurs écoles secondaires dans la ville.

## Économie
Muborak n'était pas fortement industrialisée à l'époque soviétique : c'était une petite ville spécialisée dans l'élevage. C'est devenue une ville industrielle remarquable de l'Ouzbékistan indépendant. Actuellement, elle possède une importante industrie pétrolière et gazière. La ville abrite l'usine de traitement du gaz de Muborak, l'une des plus grandes de ce type dans le pays.

## Transport
La gare ferroviaire se trouve sur la ligne Karchi-Boukhara.